# كهف هودوبانا
كهف هودوبانا هو كهف كارستي، يعد ثالث أكبر كهف في رومانيا، ويُعتقد أن عمقه أكثر من 22000 متر.